# Peter Eisold
Peter Eisold (* 7. Juni 1959 in Dortmund) ist ein deutscher Schlagzeuger und Komponist des Fusion-Jazz.
Eisold, der vom vierten Lebensjahr an Klavierunterricht hatte, studierte Musik. Während des Studiums schloss er sich Alois Kott und Evert Brettschneider an, mit denen er im „Contact Trio“ spielte, auf internationale Tourneen ging und das Album „Musik“ aufnahm. Dann gründete er mit Kott und Reiner Winterschladen die Gruppe „Blue Box“, mit denen er unter anderem das 1985 mit dem Preis der deutschen Schallplattenkritik ausgezeichnete Album „Sweet Machine“ einspielte. Im Herbst 2005 wurde in Co-Autorenschaft mit Alois Kott das Gross-Opus Limbic System Files als Auftragskomposition für die hr-Bigband und nuBox feat. DJ Illvibe beim Deutschen Jazzfestival in Frankfurt uraufgeführt (Studioversion 2008 bei enja).
Weiterhin spielte er mit Matthias Schubert, der Band von Ulla Oster, mit Jan Klares „Supernova“-Orchestra und den toy tones, im Trio Bravo sowie mit seinem pansonics_trio. Daneben tritt Eisold auch mit Solokonzerten auf. Mit Jürgen Diemer entwickelte er ein interaktives Foto-/Musik-Projekt sonarcities ruhr für das Internet. Im Trio mit Simon Camatta und Karl Friedrich Degenhardt veröffentlichte er 2021 das Album Luxus Fluxus (Music for Percussion and Electronics).
Für 2016 wurde Eisold der Ruhrpreis für Kunst und Wissenschaft zugesprochen.

## Lexigraphische Einträge
- Martin Kunzler: Jazz-Lexikon. Band 1: A–L (= rororo-Sachbuch. Bd. 16512). 2. Auflage. Rowohlt, Reinbek bei Hamburg 2004, ISBN 3-499-16512-0.
- Jürgen Wölfer: Jazz in Deutschland. Das Lexikon. Alle Musiker und Plattenfirmen von 1920 bis heute. Hannibal, Höfen 2008, ISBN 978-3-85445-274-4.